# Pisinna subrufa
Pisinna subrufa är en snäckart som först beskrevs av Powell 1937.  Pisinna subrufa ingår i släktet Pisinna och familjen Anabathridae. Inga underarter finns listade i Catalogue of Life.